# Opij
Opij je posušen mleček iz nezrelih glavic vrtnega maka (Papaver somniferum). Med sušenjem mlečka pride do oksidacije in nastane rjava do črna masa, ki se imenuje surovi opij. Glavne sestavine, ki izkazujejo farmakološki učinek, so alkaloidi morfin, kodein in tebain. Polsintezno pridobljen diacetilmorfin, znan kot heroin, je zdaleč najbolj razširjen derivat opija.

## Pridobivanje
Običajno poteka pridobivanje opija po sledeči metodi: nezrele makove glavice zarežejo in iz njih primezi rožnat mleček. Po 6-8 urah oberejo z oksidacijo in posušitvijo nastali surovi opij. Navadno sledi segrevanje in gnetenje surovega opija ter večmesečna fermentacija s plesnijo Aspergillus niger, da pridobijo opij, primeren za kajenje.
V farmacevtske namene je zgornja metoda zaradi dolgotrajnosti neprimerna. Opij pridelajo iz makove slame z izlužitvijo v topilo.

## Dežele proizvajalke
V svetovnem merilo so glavne pridelovalke opija Afganistan, Mjanmar in Laos. V Afganistanu je bila pod Talibani leta 2000 pridelava opija prepovedana, kar je zmanjšalo proizvodnjo za 94 %, s prihodom Američanov, leta 2001 in strmoglavljenjem talibanske oblasti pa je ponovno v razcvetu. V letu 2004 je Afganistan pridelal že 76 % svetovnega opija.

## Uporaba kot analgetik
Določene soli morfina sodijo med zakonite močne analgetike. Danes se najmočnejši opioidni analgetiki ne dobivajo več toliko iz morfina, marveč iz tebaina, ki je dimetilni morfinski derivat. 
Poleg protibolečinskega učinka izkazuje opij tudi antidiaroični (proti driski) in spazmolitični (blaži krče) učinek ter povišuje tek. Ker povzroča tudi omamo in sedacijo, se je zlasti v preteklosti uporabljal kot mamilo.